# Фэй Цзюньлун
Фэй Цзюньлун (кит. упр. 费俊龙, пиньинь Fèi Jùnlóng) (5 мая 1965) — китайский тайконавт (космонавт).

## Биография
Родился в посёлке Бачэн уезда Куньшань Специального района Сучжоу провинции Цзянсу. В детстве мечтал стать художником. Не окончив гимназию, с 1982 года начал службу в Народно-освободительной армии Китая (НОАК). Окончил с отличными оценками авиационную школу и высшую школу авиационных инструкторов. Фэй Цзюньлун стал одним из лучших пилотов КНР. Служил лётчиком-истребителем, инструктором и инспектором. В качестве инспектора участвовал в расследовании различных авиационных инцидентов. Получил воинское звание — полковник.

## Космическая подготовка
Фэй Цзюньлун был отобран в отряд космонавтов в январе 1998 года из более чем 1500 лучших пилотов КНР. Во время подготовки к космическому полёту показал отличные способности. Он был среди пяти космонавтов, которые готовились к первому пилотируемому полёту Китая на корабле «Шэньчжоу-5».
С 12 по 16 октября 2005 года совершил космический полёт в качестве командира корабля «Шэньчжоу-6» вместе с Не Хайшэном.
Покинул отряд космонавтов в 2012 году, однако в ноябре 2022 года был назначен командиром пилотируемого корабля «Шэньчжоу-15» с полугодовой миссией на многомодульную станцию «Тяньгун».
Статистика
| # | Стартовый корабль | Старт, UTC            | Экспедиция  | Корабль посадки | Посадка, UTC          | Налёт                       | Выходы в открытый космос | Время в открытом космосе |
| - | ----------------- | --------------------- | ----------- | --------------- | --------------------- | --------------------------- | ------------------------ | ------------------------ |
| 1 | Шэньчжоу-6        | 12.10.2005, 01:00 UTC | Шэньчжоу-6  | Шэньчжоу-6      | 16.10.2005, 20:32 UTC | 04 суток 19 часов 32 минуты | 0                        | 0                        |
| 2 | Шэньчжоу-15       | 29.11.2022, 15:08 UTC | Тяньгун (4) | Шэньчжоу-15     | 03.06.2023, 22:33 UTC | 186 суток 7 часов 24 минуты | 4                        | 07 ч 06 мин              |
|   |                   |                       |             |                 |                       | 191 сут. 2 час 56 мин.      | 4                        | 07 ч 06 мин              |

## Личная жизнь
Фэй Цзюньлун женат с 1991 года, воспитывает сына.
В свободное время занимается искусством.